# 6B4T
El moviment 6B4T (xinès simplificat: 6B4T运动, pinyin: 6B4T yùndòng) és un moviment feminista radical de la Xina, fortament relacionat amb el moviment 4B de Corea del Sud. Nascut a internet, les integrants s'organitzen en oposició al sexisme i les estructures patriarcals. Un aspecte notable del moviment 6B4T és el compromís de les seues seguidores de no casar-se mai amb homes, no tindre relacions sexuals heterosexuals, ni tindre fills.
El moviment 4B va nàixer a Corea del Sud pel volts del 2019, inspirat parcialment en la novel·la Kim Ji-young, nascuda el 1982. Popularitzat en xarxes, les propostes del moviment s'escamparen de Corea del Sud a la Xina.
El moviment 6B4T està relacionat amb la proposta sud-coreana, on també també es renuncia al sexe, la criança dels fills, les cites i el matrimoni amb homes. Amb el temps s'afegiren nous punts al programa, i es canvià l'abreviatura original coreana, amb una nova on "6B" es refereix als mateixos quatre manaments del moviment 4B, així com a no comprar productes sexistes (비소비) i donar suport a les companyes fadrines que practiquen el moviment (비돕비), mentre que "4T" es refereix a rebutjar estàndards estrictes de bellesa (탈코르셋), representacions hipersexuals de dones a la cultura otaku japonesa (탈오타쿠), religió (탈종교) i cultura ídol (탈아이돌).
Després de creuar des de Corea del Sud, a la xarxa social xinesa Douban es va començar a parlar del moviment, que atrau seguidores especialment joves i educades.
Tot i que representen un element marginal del moviment feminista de la Xina, el 2021 6B4T va rebre una atenció significativa dels censors del govern xinés, fet que provocà una major atenció mediàtica tant a la Xina com a nivell internacional. L'abril d'aquell any, diversos grups de Douban afiliats al moviment van ser tancats per contingut relacionat amb "extremisme, política radical i ideologies", i la frase "6B4T" també va ser prohibida a la plataforma.